# Jonnydepony
Jonnydepony is een Belgisch productiehuis voor televisie en film te Zaventem, dat in 2015 werd opgericht door Philippe De Schepper en Helen Perquy. Enkele van hun werken zijn de Finse televisieserie Transport en de Vlaamse televisieserie Black-out en de Vlaams-Nederlandse televisieserie Arcadia.

## Algemeen
Helen Perquy en Philippe De Schepper leiden samen het productiehuis jonnydepony sinds 2015. Perquy focust zich op de financiële kant en De Schepper op de creatieve kant. In januari 2023 werd het bedrijf voor een groot deel overgenomen door Banijay Benelux.

## Televisieseries
- Arcadia (2023-2025)
- Transport (2022)
- Black-out (2020-2021)